# يزيد بن عبد الله بن دينار
يزيد بن عبد الله أو يزيد بن عبد الله بن دينار، أبو خالد (..- بعد 255 هـ =..- بعد 869 م)؛ من ولاة العباسيين وقوادهم. تركي الأصل، من الموالي. ولي الامارة بمصر سنة 242 ه، للمنتصر العباسي، فقدم إليها من بغداد، ومهد أمورها. وفي أيامه بني «مقياس النيل» بالجزيرة المعروفة بالروضة، وأبطل النداء على الجنائز، ومنع الرهان على سباق الخيل. وأصيب العلويون منه بضيق شديد. واستمر عشر سنين وسبعة أشهر وأياما. وعزل في أيام المعتز بالله العباسي (سنة 253) وعاد إلى العراق سنة 255 هـ.